# قشدة مخثرة
القشدة المتخثرة (اللغة الكورنية: dehen molys، تسمى أحيانًا كريمة سكالد، أو كرياتيد، أو ديفونشاير أو كريم كورنيش) عبارة عن كريم سميك مصنوع عن طريق التسخين غير المباشر لحليب البقر كامل الدسم باستخدام البخار أو حمام مائي ثم تركه في أحواض ضحلة ليبرد ببطء. خلال هذا الوقت، يرتفع محتوى الكريم إلى السطح ويشكل «تخثر» أو «تجمد»، ومن هنا جاء الاسم. يشكل جزءًا أساسيًا من شاي الكريمة.
على الرغم من أن أصل القشدة غير مؤكد، إلا أن إنتاج القشدة يرتبط بشكل شائع بمزارع الألبان في جنوب غرب إنجلترا وخاصة مقاطعات كورنوال وديفون. أكبر منتج تجاري حاليًا في المملكة المتحدة هو روداز وهي شركة ألبان، في سكورير وكورنوال، المملكة المتحدة، معروفة بالقشدة المتخثرة والتي يمكنها إنتاج ما يصل إلى 25 طنًا من الكريم المتخثر يوميًا. في عام 1998، أصبح مصطلح قشدة كورنيش المتخثرة تسمية محمية محمية من قبل توجيهات الاتحاد الأوروبي، بما أنه تم إنتاج الحليب في كورنوال والحد الأدنى لمحتوى الدهون هو 55٪.

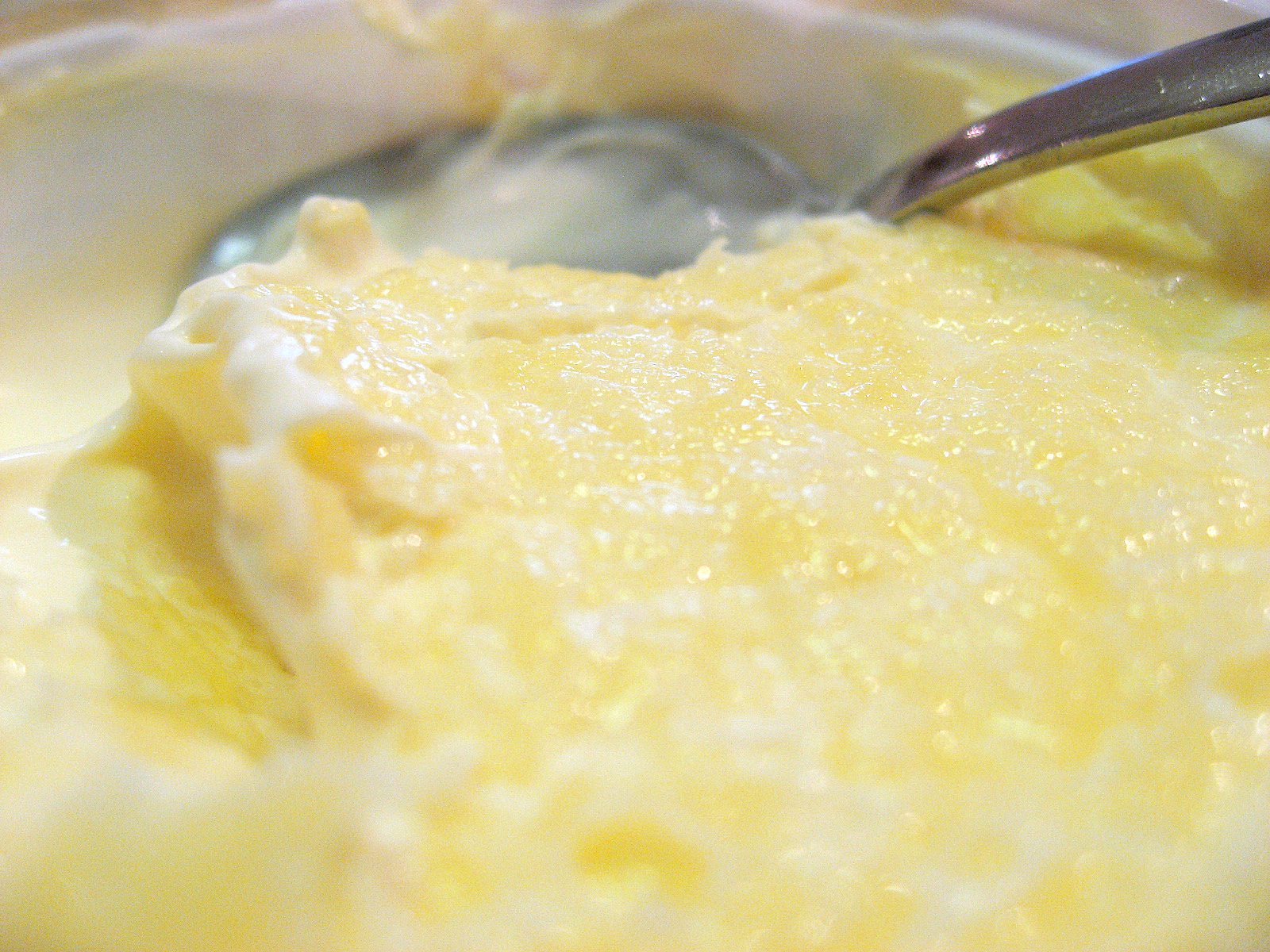
قشدة متخثر مع قشرة.

## الوصف
تم وصف القشدة المتخثرة بأنها ذات نكهة «حليب الجوز المطبوخ»،  و«نكهة حلوة غنية» ذات ملمس محبب، وأحيانًا مع كريات زيتية على السطح المتقشر. إنها قشدة سميكة، تحتوي على نسبة عالية جدًا من الدهون (بحد أدنى 55 بالمائة، لكن بمتوسط 64 بالمائة). للمقارنة، فإن محتوى الدهون في القشدة واحد هو 18 في المائة فقط.
وفقًا لوكالة المعايير الغذائية في المملكة المتحدة، توفر القشدة المتخثرة 586 سعر حراري (2450 سعرة) لكل 100 جرام (3.5 أونصة).

## التاريخ
صُنعت القشطة المتخثرة في الأصل من قبل المزارعين لتقليل كمية النفايات من الحليب، وقد أصبحت متجذرة في ثقافة جنوب غرب بريطانيا لدرجة أنها أصبحت جزءًا لا يتجزأ من منطقة الجذب السياحي في المنطقة. في حين أنه لا يوجد شك في ارتباطه القوي والطويل مع كورنوال وديفون، إلا أنه ليس واضحًا من العصور القديمة الفعلية أو التطور الأحدث.
يتبع «دليل أكسفورد للطعام» وهو موسوعة عن الطعام، الفولكلور التقليدي من خلال الإشارة إلى أنه ربما تم تقديمه إلى كورنوال من قبل التجار الفينيقيين الباحثين عن القصدير. إنه مشابه لـ قيمر، وهو طعام شهي من الشرق الأدنى يتم صنعه في جميع أنحاء الشرق الأوسط وجنوب شرق أوروبا وإيران وأفغانستان والهند وتركيا، القيمر العراقي هي قشطة الحليب المخثرة وهي من الأكلات التي تؤكل في الفطور العراقي، يؤكل مع الخبز أو الصمون العراقي، وقد يؤكل مع المربى أو العسل أو الكاهي، وبصوره خاصه فهو فطور صباحية العروسين الجديدين.
ونظرا لأن القيمر يصنع من حليب الجاموس العراقي الموجود في الأهوار ومناطق الأنهار، فإن ذلك يكسب القيمر العراقي طعماً مميزاً. كريم متخثر مشابه يُعرف باسم أروم يُصنع أيضًا في منغوليا.

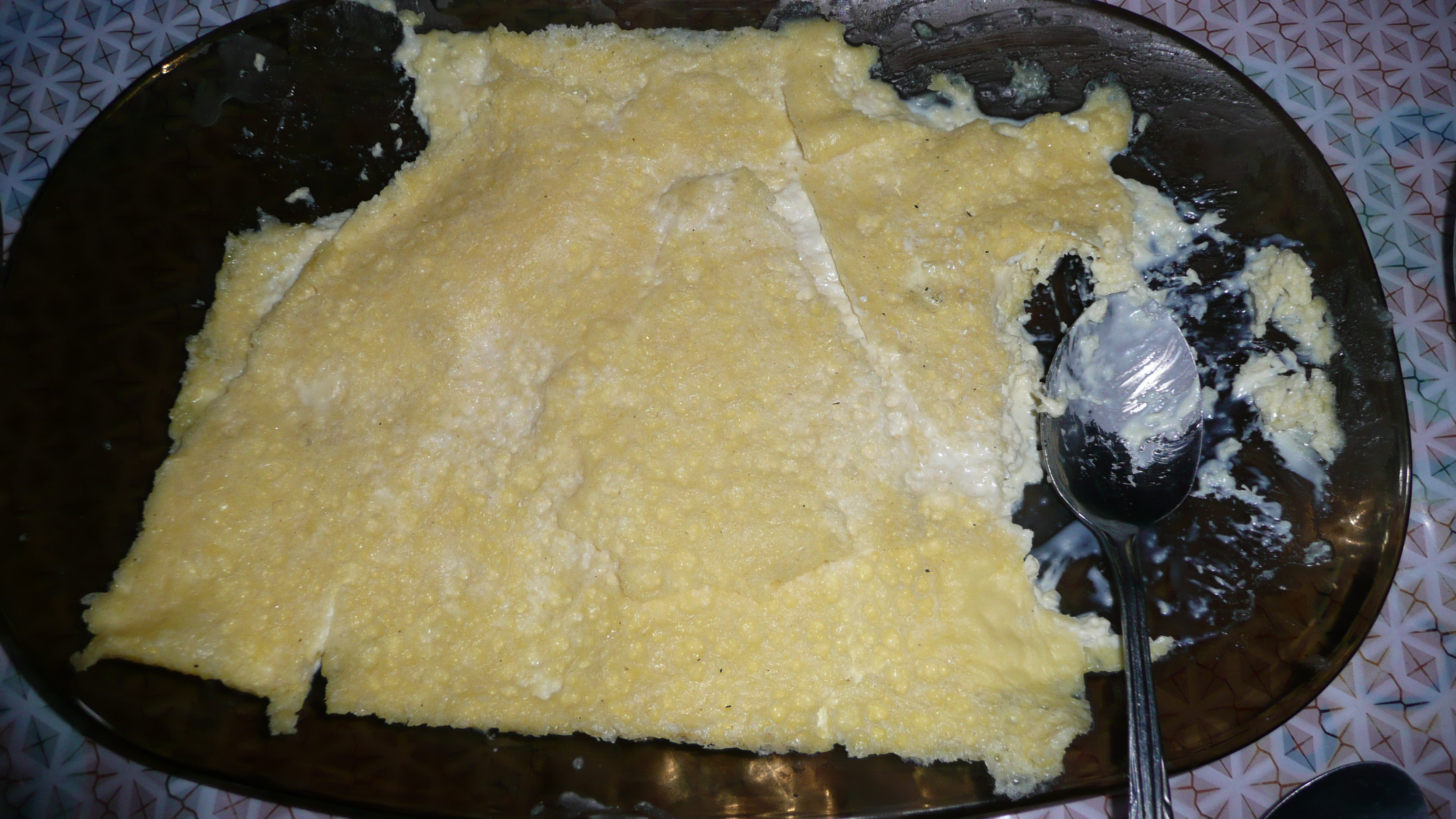

في الآونة الأخيرة، ربط علماء الآثار الإقليميون  الحجر فوجو، الموجود في جميع أنحاء بريطانيا الأطلسية وفرنسا وأيرلندا كشكل محتمل من «المخزن البارد» لإنتاج الألبان من الحليب والقشدة والجبن على وجه الخصوص. تُنسب وظائف مماثلة إلى شكل لينهاي المبني بالحجر، وغالبًا ما يستخدم كمنتج ألبان في المنازل الطويلة اللاحقة في العصور الوسطى في نفس المناطق.

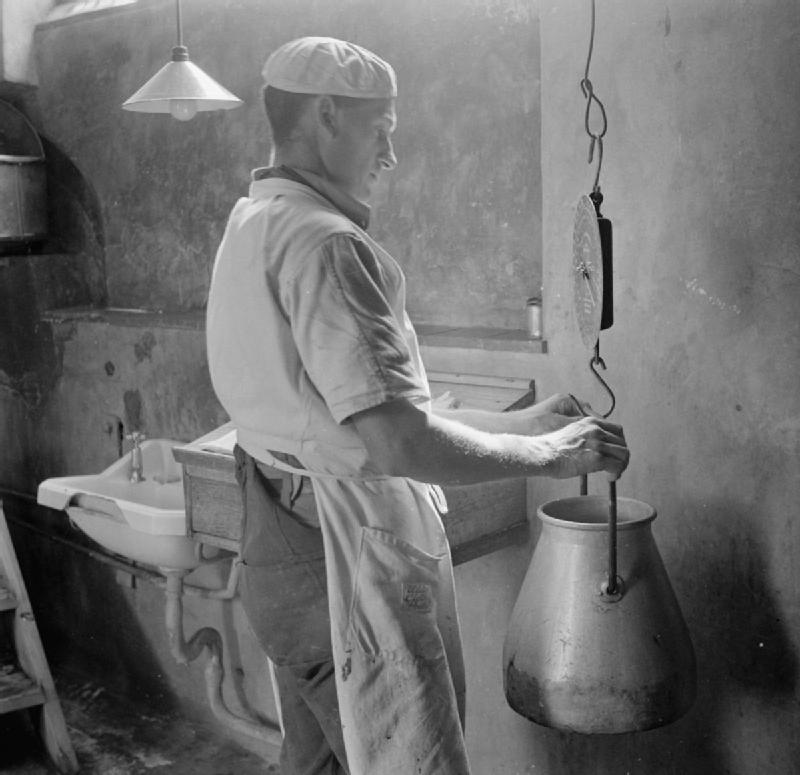
رجل يزن الحليب في دارتينجتون، 1942

لطالما كان هناك جدل حول ما إذا كان القشدة المتخثرة نشأ في ديفون أو كورنوال،  وأي مقاطعة تجعله الأفضل. هناك أدلة على أن رهبان دير تافيستوك كانوا يصنعون القشدة المتخثرة في أوائل القرن الرابع عشر. بعد أن نهب الفايكنج ديرهم في عام 997 م، أعاد الرهبان بنائه بمساعدة أوردولف، إيرل ديفون. تم تجنيد العمال المحليين للمساعدة في الإصلاحات، وكافأهم الرهبان بالخبز والقشدة المتخثرة ومعلبات الفراولة. كتاب الطبخ عام 1658 كان لديه وصفة لـ «قشدة متماسكة».
في القرن التاسع عشر كان يُنظر إليه على أنه غذاء أفضل من الكريمة «الخام» لأن هذا الكريم كان عرضة للتلف وصعوبة الهضم، مما يسبب المرض. تشير مقالة من عام 1853 إلى أن صنع كريم متخثر ينتج عنه كريم أكثر بنسبة 25 بالمائة من الطرق العادية. في ديفون، كان من الشائع جدًا أنه في منتصف القرن التاسع عشر تم استخدامه في العمليات التكوينية للزبدة، بدلاً من الكريمة أو الحليب المخفوق. الزبدة المصنوعة بهذه الطريقة لها عمر أطول وخالية من أي نكهات سلبية مضافة بواسطة المخضض.
في القرن التاسع عشر كان يُنظر إليه على أنه غذاء أفضل من الكريمة «الخام» لأن هذا الكريم كان عرضة للتلف وصعوبة الهضم، مما يسبب المرض. تشير مقالة من عام 1853 إلى أن صنع كريم متخثر ينتج عنه كريم أكثر بنسبة 25 بالمائة من الطرق العادية. في ديفون، كان من الشائع جدًا أنه في منتصف القرن التاسع عشر تم استخدامه في العمليات التكوينية للزبدة، بدلاً من الكريمة أو الحليب المخفوق. الزبدة المصنوعة بهذه الطريقة لها عمر أطول وخالية من أي نكهات سلبية مضافة بواسطة المخضض.
لطالما كان من المعتاد بالنسبة للسكان المحليين في جنوب غرب إنجلترا، أو أولئك الذين يقضون عطلة، إرسال علب صغيرة أو أحواض من القشدة المتخثرة بالبريد إلى الأصدقاء والعلاقات في أجزاء أخرى من الجزر البريطانية.

### توجيهات الاتحاد الأوروبي
في عام 1993، تم تقديم طلب للحصول على اسم كريم كورنيش المتخثر للحصول على تسمية المنشأ المحمية (PDO) في الاتحاد الأوروبي للكريمة التي تنتجها الوصفة التقليدية في كورنوال. تم قبول هذا في عام 1998. يجب أن تصنع قشدة الكورنيش المتخثر من الحليب المنتج في كورنوال ولها محتوى زبدة لا يقل عن 55 في المائة. اللون الكريمي المتخثر الفريد من نوعه، أصفر قليلاً، يرجع إلى ارتفاع مستويات الكاروتين في العشب.

## التحضير
تقليديا، تم صنع القشدة المتخثرة عن طريق تصفية حليب البقر الطازج، وتركه في مقلاة ضحلة في مكان بارد لعدة ساعات للسماح للكريم بالارتفاع إلى السطح، ثم تسخينه إما فوق رماد ساخن أو في حمام مائي، قبل تبريد بطيء. التخثرات التي تكونت في الأعلى تم كشطها بعد ذلك باستخدام مقشدة كريمية ذات مقبض طويل، والمعروفة في ديفون باسم موسع الثقوب أو موسع الثقوب. بحلول منتصف الثلاثينيات من القرن الماضي، أصبحت الطريقة التقليدية لاستخدام الحليب الذي يتم جلبه مباشرة من الألبان أمرًا نادرًا في ديفون لأن استخدام فاصل القشدة يفصل بفعالية القشدة عن الحليب باستخدام قوة الطرد المركزي، مما ينتج عنه قشدة متخثرة أكثر بكثير من الطريقة التقليدية من نفس كمية الحليب. كما قالت زوجة مزارع في باوندجيت، «الفاصل يوفر بمقدار بقرة كاملة!».
اليوم، هناك طريقتان حديثتان متميزتان لصنع الكريم المتخثر. تتضمن «طريقة القشدة الطافية» سمط طبقة عائمة من الكريمة المزدوجة في الحليب (منزوع الدسم أو كامل الدسم) في صواني ضحلة. للحرق، يتم تسخين الصواني باستخدام البخار أو الماء الساخن جدًا. بعد تسخين الخليط لمدة تصل إلى ساعة، يبرد ببطء لمدة 12 ساعة أو أكثر، قبل فصل الكريم وتعبئته. تتشابه «طريقة القشدة المحترقة»، ولكن تتم إزالة طبقة الحليب ويتم استخدام طبقة من الكريمة التي تم فصلها ميكانيكيًا إلى أدنى مستوى من الدهون. ثم يتم تسخين هذا الكريم بطريقة مماثلة، ولكن عند درجة حرارة منخفضة وبعد فترة محددة من الوقت يتم تبريده وتعبئته. في المملكة المتحدة، يعتبر الكريم الناتج معادلاً للبسترة لأغراض قانونية. على عكس البسترة، لا توجد متطلبات لتسجيل درجات الحرارة على الرسوم البيانية الحرارية. نظرًا لأن درجات الحرارة أقل من المستخدمة في البسترة القياسية، هناك حاجة إلى مزيد من العناية لضمان معايير عالية من النظافة.
أكبر مصنع في المملكة المتحدة هو روداز، وهي شركة عائلية مقرها في سكورير، كورنوال. تأسست في عام 1890،  كانت الشركة تنتج أكثر من 1,000,000 جنيه (450,000 كجم) سنويًا في عام 1985. في عام 2010، قال المدير العام إنهم قد ينتجون أقل من 5 أطنان طويلة (5100 كجم، 11000 رطل) يوميًا في يناير، ولكن ما يصل إلى 25 طنًا طويلًا (25000 كجم، 56000 رطل) يوميًا مع اقتراب عيد الميلاد. في أوائل الثمانينيات، وقعت روضة صفقات مع شركات طيران دولية لتقديم أحواض صغيرة من القشدة المتخثرة مع الحلويات على متن الطائرة. تعتبر الشركة بطولات ويمبلدون السنوية للتنس واحدة من فترات ذروة البيع. كمنتج ثانوي، لكل 100 جالون إمبراطوري (450 لترًا، 120 جالونًا أمريكيًا) من الحليب المستخدم، يتم إنتاج 94 جالونًا إمبراطوريًا (430 لترًا، 113 جالونًا أمريكيًا) من الحليب منزوع الدسم، والذي يستخدم بعد ذلك في تصنيع الأغذية.
تم شراء أحد مصنعي ديفون، بواسطة ألبان روبرت وايزمان في مارس 2006، حيث أغلق أحد مصنعي الألبان في ديفون ونقل كل الإنتاج إلى أوكهامبتون. ومع ذلك، في عام 2011، باع روبرت وايزمان العلامة التجارية بالتأكيد ديفون إلى رودا، التي نقلت إنتاج بالتأكيد ديفون إلى كورنوال، مما تسبب في بعض الجدل حيث لم يتم تغيير الاسم، مما أدى إلى إجراء تحقيق بواسطة معايير التجارة.
في جميع أنحاء جنوب غرب إنجلترا، يعد تصنيع القشدة المتخثرة صناعة منزلية، حيث تنتج العديد من المزارع والألبان الكريمة للبيع في المنافذ المحلية. يتم إنتاج الكريم المتخثر أيضًا في سومرست،  دورست، هيريفوردشاير،  بيمبروكشاير،  وجزيرة وايت.
عندما لا تتوفر الكريمة المتخثرة الأصلية، فهناك طرق لإنشاء منتج بديل، مثل خلط الماسكاربوني مع الكريمة المخفوقة والقليل من السكر وخلاصة الفانيليا.